# Petit computer
Petit computer est un logiciel de programmation payant téléchargeable développé par Gamebridge sorti sur la console DS de Nintendo le 25 juillet 2013, cependant, il n'est plus disponible depuis février 2015. Le langage de programmation qu'utilise ce dernier est une variante du BASIC. Il y a la possibilité de transformer ses programmes en QR codes, afin que d'autres personnes détenant le logiciel puissent les scanner. Ils auront alors à leur tour le jeu fait par la communauté et seront libres d'y jouer (mais aussi de le modifier, etc.). Un livre a également été écrit pour apprendre à créer un jeu (Je programme ma DS avec petit computer, de Grégoire et Marie-Noëlle de Woot).

## Les programmes fourni avec Petit Computer
Petit computer est fourni avec 21 programmes pouvant être modifiés et servant d'outil et d'exemple à la confection de logiciels sous SmileBasic.

## La liste de toutes les commandes utilisable sur Petit Computer
Petit computer utilise le langage SmileBasic, une variante du BASIC qui compte 140 commandes.